# Elbert Frank Cox
Elbert Frank Cox (ur. 5 grudnia 1895 w Evansville, zm. 28 listopada 1969 w Waszyngtonie) – amerykański matematyk, do 1966 profesor na Washington University in St. Louis. Był pierwszą czarnoskórą osobą, która uzyskała doktorat (Ph.D.) z matematyki.